# Lánczos Kornél
Lánczos Kornél, Cornelius Lanczos (Székesfehérvár, 1893. február 2. – Budapest, 1974. június 25.) magyar matematikus, fizikus, egyetemi tanár.

## Élete
Zsidó családból származott. Eredeti neve Lőwy Kornél, édesapja, dr. Lőwy Károly után (aki a székesfehérvári ügyvédi kamara elnöke, a székesfehérvári hitközség és a XI. községkerület elnöke volt), amit 1906-ban változtattak Lánczosra. Édesanyja Hahn Adél volt.
Középiskolai tanulmányait a székesfehérvári Cisztercita Főgimnáziumban végezte, igen jó eredménnyel. Tanulmányait a Budapesti Tudományegyetemen folytatta, ahol 1916-ban végzett, majd a budapesti Műegyetemen Tangl Károly tanársegédje lett. Előbb Frankfurtban, majd Berlinben dolgozott egyetemi tanárként, de Einsteinnel csak 1921-ben találkozott, ezt követően hosszabb ideig közvetlen munkatársa volt.
1928. január 5-én Frankfurt am Mainban házasságot kötött Rump Mária Erzsébettel. Második felesége Hildebrand Ilse volt, akivel 1954-ben Münchenben kötött házasságot.
1931-ben meghívást kapott az Egyesült Államokba. Előbb egyetemi katedrán matematika–fizika professzorként, később a Nemzeti Szabványügyi Hivatal matematikusaként, a mérnökképzésben a matematika professzoraként, majd a Boeing cég kutatómérnökeként is dolgozott.
1952-ben visszatelepült Európába, és bár ezután is többször járt az Egyesült Államokban, munkája 1954-től 1964-ig Dublinhoz kötötte. Később több ízben is hazalátogatott Magyarországra, végül a Magyar Tudományos Akadémia meghívására tett látogatásakor 1974. június 25-én váratlanul elhunyt, a halál oka: légzési és keringési elégtelenség. Temetése 1974. július 5-én a farkasréti zsidó temetőben annak szertartásai szerint történt.

## Tudományos eredményei
A fizika és a matematika terén egyaránt maradandót alkotott. Fizikából – többek közt – az elektrodinamika, az általános relativitáselmélet és a kvantummechanika terén; matematikából a variációszámítás, az alkalmazott matematika (numerikus módszerek, differenciál- és integrálegyenletek megoldási módszerei) és a lineáris algebra terén ért el világraszóló eredményeket.
Az approximációelmélet szerint ki lehet számítani valamit – nem abszolút pontossággal, hanem megközelítőleg – úgy, hogy egy nagyon hosszú sort néhány tagba sűrítünk. A taumetódus (algoritmus) felhasználásával lehet például egy ezer tagból álló sort öt tagra visszavezetni úgy, hogy még mindig elegendő pontosságú legyen.
Lánczos Kornél felhívta a figyelmet arra, hogy a Cantor-féle halmazelméletből következően egy adott AB szakasznak ugyanannyi pontja lehet, mint az egész Világegyetemnek, ami ugyebár nehezen értelmezhető a fizikai realitás szintjén („hol, mire jó ez a modell?”), márpedig a matematika mégiscsak a létező fizikai világ leírásához szükségeltetik leginkább és elsősorban.
Applied Analysis (Alkalmazott analízis) c. monográfiája, amelyben egyebek között az ún. Lánczos-algoritmust (a végtelen sorok összegzésének és a transzcendens egyenletek megoldásának gyorsított módszerét) tanítja, illetve nagy mátrixok kezelésére mutat be eljárásokat. G.C. Danielsonnal együtt úttörő munkát végzett az FFT (Fast Fourier transform) területén. Eredményei nagy jelentőségűeknek bizonyultak a számítástechnika mai korszaka számára is.Lanzcos Kornél nevéhez fűződik, a Lanczos-szűrő, amely az adatsorok matematikai feldolgozásának egy módja. Az utolsó évtizedben az NVIDIA Corporation videokártyáik beállításaiban a képélesség növelésére a Lanczos szűrőt alkalmazza. Ez az eljárás, a képminőség nagyobb fokú megőrzését biztosítja, mint sok más interpolációs módszer, például a bikubikus vagy bilineáris interpoláció. A Lanczos-szűrőt általában olyan alkalmazásokban használják, ahol minimális minőségveszteséget szeretnének elérni, például videójátékok, fényképek vagy weboldalak képeinek méretezésekor. 2021-ben az AMD megnyitotta a FidelityFX Super Resolution intelligens skálázási technológiájának kódját a fejlesztők számára. Kiderült, hogy a FSR alapjául úgyszintén Lanczos-szűrő szolgál.[forrás?]
Idehaza az 1970-es évektől magyarul tudományos-ismeretterjesztő művei jelentek meg.

## Emlékezete
Kardos István 1974-ben kétórás portréfilmben idézte föl a világhírű tudós emlékét.
Székesfehérvár 1993 óta hirdeti meg a városban élő vagy a várossal szellemi kapcsolatban álló alkotók, kutatók és művészek részére  a Lánczos Kornél – Szekfű Gyula Ösztöndíj Pályázatot.
Székesfehérvárott 1996 óta iskola viseli nevét: Lánczos Kornél Gimnázium.

## Magyarul megjelent művei
- Számok mindenütt; ford. ifj. Sztrókay Kálmán; Gondolat, Bp., 1972
- A geometriai térfogalom fejlődése. A geometriai fogalmak fejlődése Püthagorasztól Hilbertig és Einsteinig; ford. Merza József; Gondolat, Bp., 1976
- Einstein évtizede. 1905–1915; ford. Terts István, előszó Müller Antal, jegyz. Kondor Imre; Magvető, Bp., 1978 (Gyorsuló idő)